# Gemmabryum gemmiferum
Gemmabryum gemmiferum là một loài Rêu trong họ Bryaceae. Loài này được (R. Wilczek & Demaret) J.R. Spence mô tả khoa học đầu tiên năm 2007.